# Entwicklungsbank des Europarates
Die Entwicklungsbank des Europarates (Banque de Développement du Conseil de l’Europe, CEB) ist das finanzpolitische Instrument der Sozialpolitik des Europarates. Sie untersteht direkt dem Europarat als oberster Behörde. Die Bank wurde 1956 gegründet und hat 43 Mitgliedstaaten. Gouverneur ist seit dem 18. Dezember 2021 der Italiener Carlo Monticelli.
Die CEB wurde von acht Mitgliedstaaten des Europarats durch ein erweitertes Teilabkommen gegründet, ursprünglich als "Umsiedlungsfonds für nationale Flüchtlinge und Überbevölkerung in Europa" (Council of Europe Resettlement Fund for National Refugees and Over-population in Europe). 
Die CEB hat die Aufgabe, den sozialen Zusammenhalt in Europa zu fördern, der definiert ist als „die Fähigkeit einer Gesellschaft, das Wohlergehen aller ihrer Mitglieder zu gewährleisten, Ungleichheiten zu minimieren und Ausgrenzung zu vermeiden“. Sie tut dies durch Finanzierung von sozialen Investitionen und Projekten, primär in den Bereichen Gesundheits- und Sozialfürsorge, allgemeine und berufliche Bildung, Verwaltungs- und Justizinfrastruktur, historisches und kulturelles Erbe, sozialer Wohnungsbau, städtische, ländliche und regionale Entwicklung, Natur- oder Umweltkatastrophen, Umweltschutz, Finanzierung von KMU und Mikrofinanzierungen.